# Michel Delsol
Pour les articles homonymes, voir Delsol.
Michel Delsol, né le 5 août 1922 à Montignac et mort le 11 mai 2012 dans sa commune natale, est un herpétologiste, spécialiste des batraciens, et un biologiste de l'évolution français,.

## Biographie
Il fut un grand zoologue ayant contribué à  établir la validité de la théorie darwinienne de l'évolution , spécialiste des batraciens , père de la philosophe Chantal Delsol et de l'avocat Jean-Philippe Delsol.

## Publications scientifiques
- Michel Delsol, Jean-Marie Exbrayat, Janine Flatin et Jean Lescure, « Particularités du groupe des Batraciens Apodes », Bulletin mensuel de la Société linnéenne de Lyon, vol. 49, no 6,‎ juin 1980, p. 370-379 (ISSN 0366-1326, DOI 10.3406/linly.1980.10433, lire en ligne)
- Pierre-Paul Grassé (dir.) et Michel Delsol (dir.), Traité de Zoologie, t. XIV fasc. 1 A : Amphibiens : Anatomie et physiologie comparées de l'adulte et de la larve, la métamorphose et son déterminisme, appareil uro-génital (1ère partie) : anatomie, systématique, biologie, Paris, Masson, 1995, 1355 p., relié, 25 cm (ISBN 2-225-80162-2, OCLC 34944609, BNF 35822443, SUDOC 003879852).
- Pierre-Paul Grassé (dir.) et Michel Delsol (dir.), Traité de Zoologie, t. XIV fasc. 1 B : Batraciens : appareil uro-génital (suite), embryogenèse, éthologie, origine, évolution, systématique, Paris, Masson, 1986, 828 p., relié, 25 cm (ISBN 2-225-66858-2, OCLC 490493932, SUDOC 019972261).
- Michel Delsol (avec la collaboration de Philippe Sentis et Janine Flatin, préface de Maxime Lamotte), L'Évolution biologique en vingt propositions - Essai d'analyse épistémologique de la théorie synthétique de l'Evolution, J. Vrin, Paris et Institut interdisciplinaire d'études épistémologiques, Lyon, 1991, iv + 849 p.  (ISBN 2-7116-9711-8)[4]
- Michel Delsol, Philippe Sentis et Janine Flatin, « Essai d'analyse épistémologique de la théorie synthétique de l'évolution », médecine/sciences, vol. 8, no 10,‎ décembre 1992, p. 1079-1087 (ISSN 0767-0974, lire en ligne [PDF])
- Michel Delsol & Jean-Marie Exbrayat, L'Évolution Biologique - Faits - Théories - Épistémologie - Philosophie, J. Vrin, Paris et Institut interdisciplinaire d'études épistémologiques, Lyon, 2002. 
  - Tome I : Les Preuves de l'Évolution - Les Origines de la Vie - Histoire Évolutive des Êtres Vivants, 371 p.  (ISBN 2-910-425-18-5)
  - Tome II : Mécanismes de l'Évolution - Origines de l'Homme - Évolution Biologique - Philosophie Épistémologique, 401 p.  (ISBN 2-910425-16-9)